# Georgi Stamatow (aktor)
Georgi Stamatow, (ur. 1 stycznia 1893 w Starej Zagorze – zm. 10 sierpnia 1965 w Sofii), bułgarski aktor, reżyser. W latach 1914 – 1964 współpracował z Teatrem Narodowym w Sofii. Wykreował słynne role w dramatach klasycznych (tytułowe w Otellu i Hamlecie W. Szekspira oraz Wilhelmie Tellu F. Schillera, Wurm – Intryga i miłość Schillera) i współczesnych (Satin – Na dnie M. Gorkiego). Jako inscenizator tworzył teatr epicki, kładł nacisk na psychologiczną wyrazistość postaci (Hamlet 1921, Joanna d'Arc G.B. Shawa 1934, Intryga i miłość 1952). W roku 1948 został współzałożycielem szkoły teatralnej w Sofii.

## Wybrana filmografia
- 1962 Tytoń, jako tatko Pier
- 1958 Przygoda w niebie, jako święty Piotr
- 1958 Gerakowie, jako Jordan Gerak
- 1955 Bohaterowie Szipki, (jako Wejsal Pasza)